# József Vencel liechtensteini trónörökös
Liechtensteini József Vencel (London, 1995. május 24. –) teljes nevén Joseph Wenzel Maximilian Maria Alajos liechtensteini régens herceg fia, II. János Ádám liechtensteini herceg unokája.
Jelenleg a második helyen áll a liechtensteini örökösödési listán apja mögött. A Rietberg grófja címet is viseli.
Nevét József Vencel liechtensteini hercegről kapta.
Az angol malverni középiskolában végezte el 2013-ban tanulmányait.